# Carl Zeiss Meditec
Die Carl Zeiss Meditec AG ist ein weltweit im Bereich Medizintechnik agierendes Unternehmen. Sie stellt Instrumente für die Augenuntersuchung, Operationsmikroskope, medizinische Laser und Intraokularlinsen her. Die Produkte umfassen komplette Systemlösungen für die häufigsten und bedeutendsten Krankheitsbilder der Ophthalmologie.

## Geschichte

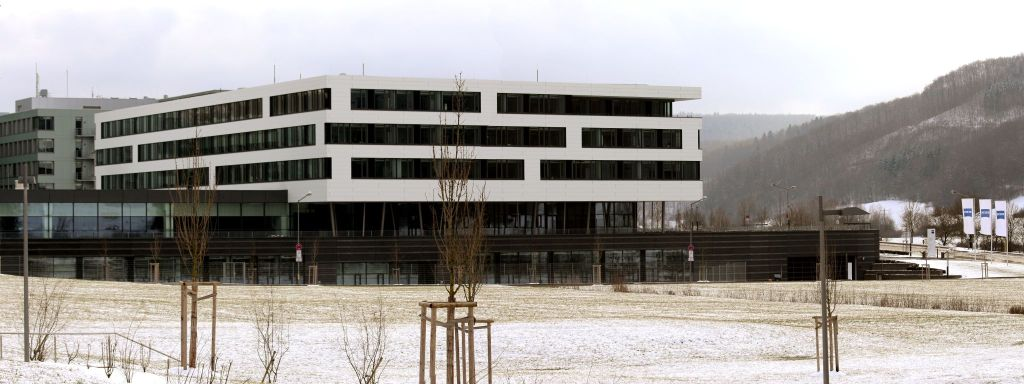
Firmengebäude Carl Zeiss Meditec Oberkochen

Das Unternehmen ist 2002 aus dem Zusammenschluss der Carl Zeiss Ophthalmic Systems AG und Asclepion-Meditec AG entstanden und befindet sich zu 59,1 % im Besitz der Carl Zeiss Gruppe. Die übrigen Anteile der im MDAX und TecDAX notierten Carl Zeiss Meditec AG befinden sich im Streubesitz.
Am 21. Oktober 2004 kündigte Carl Zeiss Meditec die Übernahme der „Laser Diagnostic Technologies, Inc.“ (LDT) aus San Diego (USA) an, die im Dezember formal abgeschlossen wurde und den Bereich der Glaukom-Diagnostik stärkte.
Zwischen 2004 und 2006 übernahm die Carl Zeiss Meditec nach und nach einhundert Prozent der Anteile am französischen Intraokularlinsenhersteller IOLTECH SA in La Rochelle, die später zur Carl Zeiss Meditec SAS umfirmierte. Im Oktober 2007 wurde schließlich der Augenchirurgie-Spezialist *Acri.Tec GmbH aus Hennigsdorf gekauft.
Am 1. Juni 2011 wurden die *Acri.Tec GmbH, der Operationsmikroskopehersteller Carl Zeiss Surgical GmbH sowie die Carl Zeiss Meditec Systems GmbH und die Carl Zeiss Medical Software GmbH – alle vier einhundertprozentige Töchter der Carl Zeiss Meditec AG – auf das Mutterunternehmen verschmolzen.
2013 erfolgte eine Erweiterung des Standorts Oberkochen mit dem Neubau von Bürogebäuden und Produktionsstätten sowie eines Logistikzentrums.
Am 7. Januar 2014 erwarb Carl Zeiss Meditec die Firma Aaren Scientific Inc., einen Hersteller von Intraokularlinsen in den USA.
Am 15. Dezember 2023 veröffentlichte Carl Zeiss Meditec eine Mitteilung, wonach es Dutch Ophthalmic Research Center (kurz D.O.R.C.), ein seit 1983 bestehendes, auf Augenchirurgie spezialisiertes Unternehmen mit Sitz im niederländischen Zuidland mit 800 Mitarbeitern, für 985 Millionen Euro von der französischen Investmentgesellschaft Eurazeo übernehmen werde. Die Übernahme wurde am 4. April 2024 abgeschlossen.

## Geschäftstätigkeit und Konzernstruktur
Die Geschäftstätigkeit der Carl Zeiss Meditec AG ist organisatorisch in zwei Strategische Geschäftseinheiten (SBUs) aufgegliedert. Im Bereich der Augenheilkunde bietet die SBU Ophtalmic Devices Laser- und Diagnosesysteme und Intraokularlinsen (IOL) und die zugehörigen Verbrauchsmaterialien an. Die SBU Microsurgery stellt Operationsmikroskope insbesondere zum Einsatz in der HNO-Chirurgie und der Neurochirurgie her; sie ist außerdem auf dem Gebiet der intraoperativen Strahlentherapie tätig.
Neben den deutschen Standorten Jena, Oberkochen, Berlin und München ist die Carl Zeiss Meditec AG mit ihren Tochtergesellschaften auch an ausländischen Standorten vertreten. Die Carl Zeiss Meditec AG unterhält derzeit u. a. folgende Tochterunternehmen (Stand 30. September 2016):
- Carl Zeiss Meditec Inc., Dublin, USA
- Carl Zeiss Meditec Production LLC, Ontario, USA
- Carl Zeiss Meditec Co. Ltd., Tokio, Japan (51 %)
- Carl Zeiss Meditec Medikal Çözümler Ticaret ve Sanayi A.S., Ankara, Türkei
- Carl Zeiss Meditec Iberia SA, Tres Cantos, Spanien
- Carl Zeiss Meditec Asset Management Verwaltungsgesellschaft mbH, Jena, Deutschland
- Atlantic SAS, Périgny, Frankreich
- Carl Zeiss Meditec Vertriebsgesellschaft mbH, Oberkochen
- Hyaltech Ltd., Livingston, Großbritannien
- France Chirurgie Instrumentation (FCI) SAS, Paris, Frankreich
- Carl Zeiss Meditec SAS, Périgny / La Rochelle, Frankreich
- Carl Zeiss Meditec France SAS, Marly-le-Roi, Frankreich

## Unternehmensleitung
Der Vorstand der Carl Zeiss Meditec AG besteht aus den Mitgliedern:
- Maximilian Foerst; Vorstandsvorsitzender
- Justus Felix Wehmer; Finanzvorstand

Dem Aufsichtsrat gehören neben drei Arbeitnehmervertretern die folgenden Vertreter der Anteilseigner an:
- Karl Lamprecht, Vorsitzender, zugleich Vorstandsvorsitzender der Carl Zeiss AG
- Tania von der Goltz, stellvertretende Vorsitzende
- Christian Müller, zugleich Finanzvorstand der Carl Zeiss AG
- Peter Kameritsch
- Isabel de Paoli
- Torsten Reitze